# بيكاردا بويري
بيكاردا بويري (فيرونا ، في النصف الثاني من القرن الرابع عشر - فلورنسا ، في النصف الأول من القرن الخامس عشر) زوجة جوفاني دي بيتشي دي ميديشي مؤسس ثروة عائلة ميديشي.
الأخبار عنها شحيحة . يعرف أنها ابنة ادواردو بويري من عائلة العريقة النسب فلورنسية الأصل و لكن لها مصالح اقتصادية حتى في المدن الأخرى ؛ في واقع الأمر تواجدت الأسرة في فيرونا في النصف الأول من القرن الرابع عشر حين ولادة بيكاردا. في فلورنسا تزوجت بيكاردا من المصرفي الشاب جوفاني دي بيتشي سنة 1386 ، الموظف آنذاك في مصرف عمه المزدهر أفيراردو دي ميديشي. تم تعيين جوفاني للتو مديراً لفرع روما ، كان ميسور الحال و لكن ليس ثرياً على أي حال .
سمح الزواج من بيكاردا لجوفاني الذي دفع ميراثه البسيط مهراً لها بتحقيق طفرة كبيرة نحو النجاح والثروة، و هو ما كان لاحقاً الأساس الصلب لمجمل القدر العائلي للميديشيين : فقد تمكن بتلك الأموال من استغلال قدرته الاسثمارية، و استثمرها في شراء فرع الرومي للمصرف و قام بتوسيعه أيضاَ بفضل أموال المساهمين الآخرين. من النجاح الاقتصادي لهذه الصفقة وصل جوفاني حين موته لأن يكون أحد أغنى فلورنسيي ذلك الزمن.
عاشت بيكاردا و جوفاني في مبنى على بعد بضع خطوات من كاتدرائية فلورنسا . لطالما تولت بيكاردا أمور الأسرة، كما تولت الأمور الوضع في فلورنسا عندما كان زوجها مسافراً غالباً، ولكن بعيداً عن السياسة التي لم تكن ضمن اهتمامات العائلية.
كان للزوجين اثنين من أبناء، اللذان نصفهما المؤرخون في وقت لاحق على أنهما مؤسسا الفرعين الرئيسيين لعائلة ميديشي :
- كوزيمو (1389-1464) ، الذي ورث ثروة الأب تفرع عنه فرع كافاجولو
- لورينزو (1395-1464) الذي تفرع عنه الفرع الشعبي .